# Närfältskommunikation

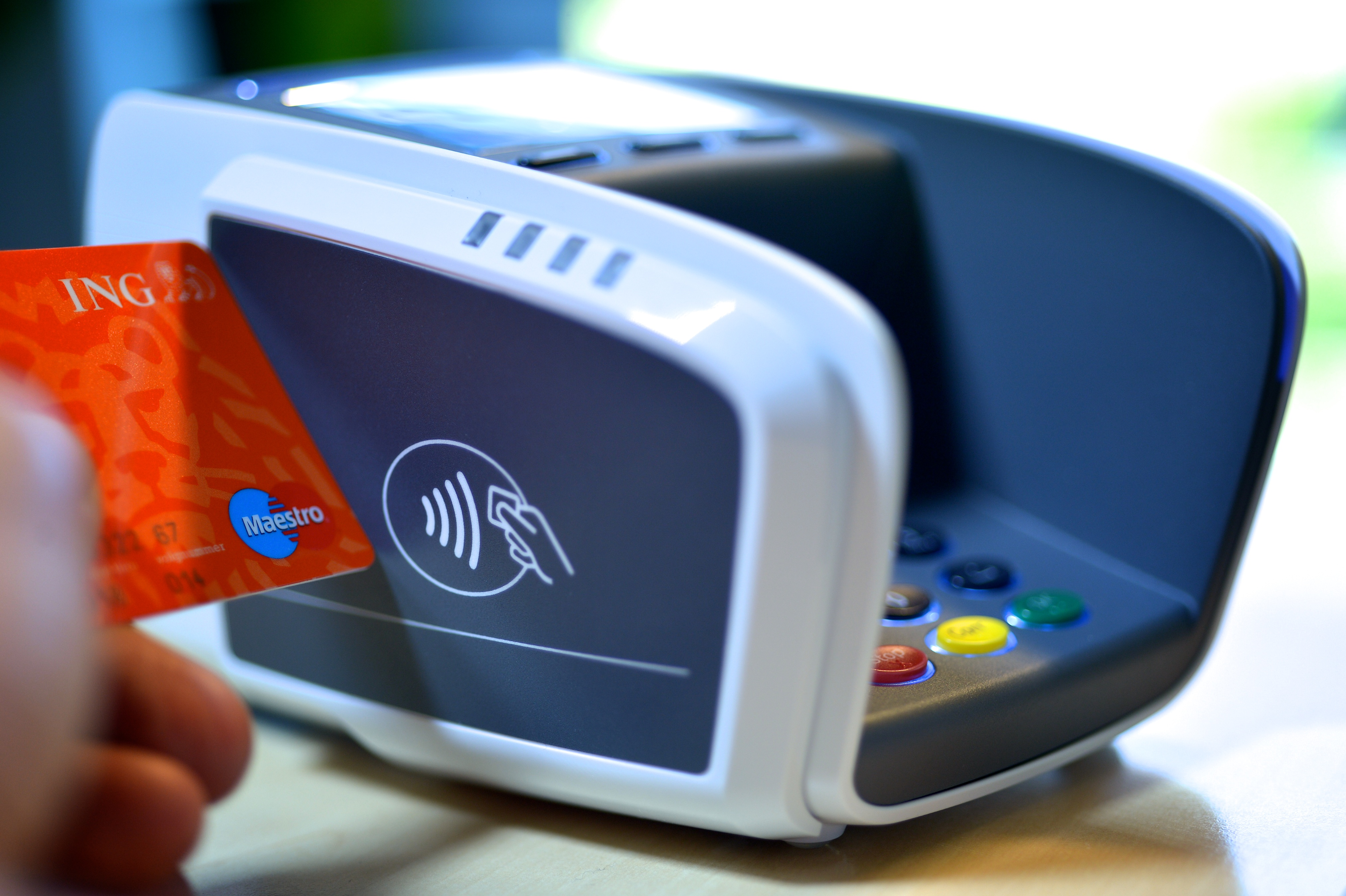
Närfältskommunikation vid avläsning av betalkort.

Närfältskommunikation (Near Field Communication, NFC) är en överföringsstandard för kontaktlöst utbyte av data över korta sträckor. Utbytet sker med radiovåg på  13,56 MHz, och namnet kommer av att antennen avsiktligt anpassas så att den inte tillåter en stående våg, vilket i kombination med låg sändareffekt begränsar räckvidden till närfältsområdet runt antennen (vanligtvis runt 5-15 cm) och därigenom, förutom att bli svåravlyssnad på avstånd, i stort sett avlägsnar risken att oavsiktligt koppla upp sig mot andra enheter än den avsedda.
Tekniken infördes som NFCIP-1 i standarden ISO/IEC 18092 år 2004, då även NFC Forum bestående av NXP Semiconductors N.V. (tidigare Philips Semiconductors), Nokia och Sony inrättades för att marknadsföra, standardisera och vidareutveckla närfältskommunikation.
Exempelvis kan en mobiltelefon med inbyggd NFC användas som betalmedel, populärt kallat "mobil plånbok", i en butik eller kollektivtrafik. Andra användningsområden är att initiera andra kommunikationsprotokoll mellan två enheter att överföra filer, där närfältskommunikationen säkerställer att man inte råkar koppla upp sig mot en okänd enhet längre bort. Vidare ingår både kort och taggar i standarden, vilket gör att samma läsare kan användas till både kort och mobiler i exempelvis en tunnelbanespärr eller en betalterminal i butiken. Tekniken används redan 2011 i Japan i form av Suica-kortet för att få tillträde till vissa tunnelbanesystem. Svenska implementeringar av tekniken samma år var bland annat SAS incheckningssystem och som hotellrumsnycklar (Assa Abloy, Choice Hotels, Telia Sonera m.fl.) där mobiltelefoner med NFC ersätter separata RFID-kort.

## Teknik
Närfältskommunikation tillåter fyra olika typer av överföring:
Läs/skriv. Tillåter avläsning och skrivning till taggar och kort.
Koppling. Medger två enheter att icke-hierarkiskt utbyta meddelanden (t.ex. länkar eller e-postadresser).
Kortläge. Låter enheten efterlikna funktionen av ett beröringslöst kort.
Trådlös laddning. Överför ström mellan två enheter genom induktion.
Följande beteckningar och standarder är i bruk:
NFC-A: ISO/IEC 18092 och 14443
NFC-B: enbart ISO/IEC 14443
NFC-F(eliCa communication technology): ISO/IEC 18092 and JIS X 6319-4
NFC-V: ISO/IEC 15693-baserad kommunikation.

## Säkerhet
Kommunikationsavståndet för NFC är visserligen bara några centimeter, men protokollet i sig garanterar inte säker kommunikation. Eftersom NFC är ett gränssnitt för trådlös kommunikation riskerar det att avlyssnas. Enheter som implementerat NFC, t.ex, betalsystem kopplat till mobiltelefoner, bör därför använda någon form av krypteringsprotokoll.
Samtidigt krävs ett samarbete från olika parter för att uppnå en säker kommunikation: tillverkare av enheter bör skydda t.ex. NFC-mobiltelefoner genom krypterings- och autentiseringsprotokoll; användaren bör använda lösenord, tangentlås och antivirusprogram för att skydda sin enhet eller mobiltelefon; programskapare och de som tillhandahåller transaktionstjänster bör använda antivirusprogram och andra säkerhetslösningar för att förhindra att systemet infekteras av spionprogram och sabotageprogram.

## Historia
Den första telefonen med NFC-stöd var Nokia 6131  och den första Android-telefonen med NFC-stöd var Samsung Nexus S från 2010
Tekniken liknar den för RFID som är etablerad sedan tidigare och används till exempel för kort inom kollektivtrafiken.